# Fontana Sallustiana
Fontana Sallustiana, även benämnd Fontana del Palazzo INA, är en fontän vid Via Leonida Bissolati i Rione Ludovisi i Rom. Fontänen designades av Ugo Giovannozzi och utfördes av Antonio Maraini år 1927.

## Beskrivning
Två putti bär upp ett snäckskal och ett fisknät. De flankeras av två mytologiska delfiner; i nätet ses två fiskar. Vattnet porlar ur snäckskalet och ur delfinernas och fiskarnas gap och samlas upp i ett halvrunt kar.
Palazzo INA syftar på Palazzo Istituto Nazionale delle Assicurazioni, ritat av Ugo Giovannozzi.